# Rémi-Danvignes
Rémi-Danvignes & Cie était un constructeur automobile français,,.

## Histoire de l'entreprise
Rémi Danvignes fonde l'entreprise en janvier 1936 avec Marius Aguenier et M. Berthel. Le siège social est au 6 boulevard Richard-Lenoir à Paris. L'entreprise produit des véhicules sous la marque Rémi-Danvignes. La production prend fin en 1939.

## Véhicules
L'entreprise fabrique des biplaces sportifs. Son premier modèle est équipé d'un moteur bicylindre refroidi par eau avec un moteur à soupapes en tête et 750 cm³ de cylindrée. La boîte de vitesses a quatre rapports. Son prix est de 11 900 francs. Jusqu'à l'été 1938, environ 2 véhicules sont fabriqués par semaine.
En 1938, Danvignes présente un nouveau modèle équipé d'un moteur quatre cylindres Ruby 1078 cm³. Pourtout en fabrique la carrosserie.